# Sardacht
Sardacht (en persan : سردشت) est une ville située dans la province d'Azerbaïdjan occidental, dans le nord-ouest de l'Iran. La ville est située non loin de la frontière avec l'Irak et avec le Kurdistan irakien.